# Trichocerca sejunctipes
Trichocerca sejunctipes är en hjuldjursart som först beskrevs av Gosse 1886.  Trichocerca sejunctipes ingår i släktet Trichocerca och familjen Trichocercidae. Inga underarter finns listade i Catalogue of Life.